# Digonogastra diversa
Digonogastra diversa är en stekelart som först beskrevs av Henry Lorenz Viereck 1913.  Digonogastra diversa ingår i släktet Digonogastra och familjen bracksteklar. Inga underarter finns listade i Catalogue of Life.